# Campeonato Africano de Atletismo de 2010 - 5000 m masculino
A prova dos 5000 metros masculino do Campeonato Africano de Atletismo de 2010 foi disputada no dia  1 de agosto de 2010 em Nairóbi,  no Quênia. 

## Recordes
Antes desta competição, os recordes mundiais e do campeonato nesta prova eram os seguintes:
|                       | Nome            | Nacionalidade | Tempo      | Local   | Data                |
| --------------------- | --------------- | ------------- | ---------- | ------- | ------------------- |
| Recorde mundial       | Kenenisa Bekele | Etiópia       | 12m 37s 35 | Hengelo | 31 de maio de 2004  |
| Recorde do campeonato | Simon Chemoiywo | Quênia        | 13m 09s 68 | Durban  | 27 de junho de 1993 |
| Recorde africano      | Kenenisa Bekele | Etiópia       | 12m 37s 35 | Hengelo | 31 de maio de 2004  |

## Medalhistas
| Ouro            | Prata               | Bronze            |
| Edwin Soy (KEN) | Vincent Yator (KEN) | Mark Kiptoo (KEN) |

## Cronograma
Todos os horários são locais (UTC+3).
| Data        | Hora  | Evento |
| ----------- | ----- | ------ |
| 1 de agosto | 15:30 | Final  |

## Resultado final
| Posição           | Atleta                   | Nacionalidade                  | Tempo    | Notas                |
| ----------------- | ------------------------ | ------------------------------ | -------- | -------------------- |
| Medalha de ouro   | Edwin Soy                | Quênia                         | 13:30.46 | Recorde da temporada |
| Medalha de prata  | Vincent Yator            | Quênia                         | 13:30.53 | Recorde da temporada |
| Medalha de bronze | Mark Kiptoo              | Quênia                         | 13:32.45 | Recorde da temporada |
| 4                 | Moses Ndiema Kipsiro     | Uganda                         | 13:39.80 |                      |
| 5                 | Imane Merga              | Etiópia                        | 13:41.98 |                      |
| 6                 | Tariku Bekele            | Etiópia                        | 13:42.41 |                      |
| 7                 | Bekana Daba              | Etiópia                        | 13:45.19 |                      |
| 8                 | Amanuel Mesel            | Eritreia                       | 13:54.31 |                      |
| 9                 | Abraham Kiplimo          | Uganda                         | 13:56.86 |                      |
| 10                | Issak Sibhatu            | Eritreia                       | 14:01.32 |                      |
| 11                | Ezechiel Nizigiyimana    | Burundi                        | 14:01.78 |                      |
| 12                | Geoffrey Kusuro          | Uganda                         | 14:03.82 |                      |
| 13                | Oliver Irabaruta         | Burundi                        | 14:09.25 |                      |
| 14                | Damian Chopa             | Tanzânia                       | 14:13.38 |                      |
| 15                | Bernard Bizimana         | Burundi                        | 14:13.74 | Recorde da temporada |
| 16                | Tony Wamulwa             | Zâmbia                         | 14:16.62 |                      |
| 17                | Tshamano Setone          | África do Sul                  | 14:21.36 |                      |
| 18                | Jean M. Viany Kwajeneza  | Ruanda                         | 14:22.01 |                      |
| 19                | Youssouf His Bachir      | Djibuti                        | 14:58.19 | Recorde da temporada |
| 20                | Chancy Master            | Malawi                         | 15:09.82 |                      |
| 21                | Goumaneh Omar Doualeh    | Djibuti                        | 15:27.67 |                      |
| 22                | Yav Majita               | República Democrática do Congo | 15:28.38 |                      |
| 23                | Abdinaser Said Ibrahim   | Somália                        | 15:30.94 |                      |
| 24                | Abdishakor Nagea Abdulle | Somália                        | 15:58.46 |                      |
| 98 !              | Simon Labiche            | Seicheles                      | DNF      |                      |
| 98 !              | Anis Selmouni            | Marrocos                       | DNF      |                      |
| 99 !              | Marko Joseph             | Tanzânia                       | DNS      |                      |
| 99 !              | Eric Sebahire            | Ruanda                         | DNS      |                      |
| 99 !              | Kidane Tadasse           | Eritreia                       | DNS      |                      |

Legenda
| Recorde mundial       | Recorde mundial (World record)               |                       | Recorde africano                      | Recorde africano (African) |                                           | Q | Classificado por posição (Qualified) |
| Recorde do campeonato | Recorde do campeonato (Championship record)  | Recorde da América    | Recorde da América (Americas)         | q                          | Classificado por melhor tempo (Qualified) |   |                                      |
| Melhor marca do ano   | Melhor marca do ano (World leading)          | Recorde asiático      | Recorde asiático (Asian)              | DNS                        | Não largou (Did not start)                |   |                                      |
| Recorde nacional      | Recorde nacional (National record)           | Recorde europeu       | Recorde europeu (European)            | DNF                        | Não terminou (Did not finish)             |   |                                      |
| Recorde pessoal       | Recorde pessoal do atleta (Personal best)    | Recorde da Oceania    | Recorde da Oceania (Oceania)          | DSQ / DQ                   | Desclassificado (Disqualified)            |   |                                      |
| Recorde da temporada  | Recorde da temporada do atleta (Season best) | Recorde sul-americano | Recorde sul-americano (South America) | NM                         | Sem marca (No mark)                       |   |                                      |